# 塔拉戈納體操
塔拉戈納體操是一家位於西班牙加泰罗尼亚自治区塔拉戈納市的俱乐部，成立於1913年。2005-2006年賽季位於西乙第2名，因此56年以來首次升級到西班牙足球甲级联赛。
球隊主場Nou Estadi可容納14,591人。

## 外部連結
- 塔拉戈納體操官方網站 （页面存档备份，存于）